# Roman pastoral

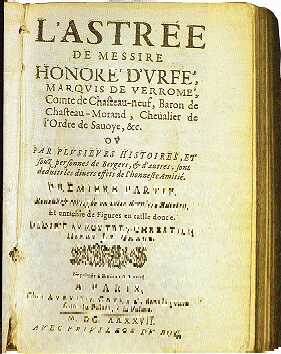
Une édition de l’Astrée du XVIIe siècle.

Le roman pastoral est un genre littéraire du XVIe siècle et du XVIIe siècle ayant pour personnages des bergers et bergères, et inspirés de la poésie pastorale antique (du latin pastor berger).

## Historique et caractéristiques
Il serait préférable de parler de littérature pastorale, car le genre comprend des romans et des pièces de théâtre.
Les principaux textes encore connus aujourd’hui sont :
- (lt) Eclogae piscatoriae de Jacopo Sannazaro (en latin)
- (it) L'Arcadie (1504) de Jacopo Sannazaro
- (pt) Menina e Moça ou Saudades, de Bernardim Ribeiro (1482-1536), édité pour la première à titre posthume en 1554, à Ferrare, en Italie.
- (es) Les 7 livres de Diane (1559) de Jorge de Montemayor
- (it) Aminta (1573) du Tasse
- (es) La Galatea (1585) de Miguel de Cervantes
- (it) Le Berger fidèle (Il Pastor fido) (1590) de Giovanni Battista Guarini [théâtre]
- (en) The Arcadia (1590) de Sir Philip Sidney
- L'Astrée (1607) d’Honoré d'Urfé
- Sylvanire (1625) d’Honoré d’Urfé  [théâtre]
- Le Berger extravagant (1627) de Charles Sorel (parodie moqueuse où l'auteur raille les artifices et les conventions du roman pastoral en général, et de L'Astrée en particulier)

Tous ces textes ont des caractéristiques communes qui définissent avec précision le genre pastoral :
- les personnages sont des bergers, non pas de misérables gardiens de troupeaux mais des fils et filles de personnes bien nées qui ont choisi de vivre à la campagne loin des intrigues et des envies. Un texte de Sannazaro (Eclogae piscatoriae) situe l’action chez des pêcheurs, mais ce n’est qu’une simple variante ;
- les troupeaux demandant peu de soin, les personnages passent leur temps à parler de l’Amour, soit d’une façon quelque peu abstraite évoquant la fidélité, les devoirs de l’amant..., soit en racontant leurs amours malheureuses. Les rapports amoureux peuvent être chastes, mais souvent ils ne le sont pas (dans L'Astrée, par exemple) ;
- les personnages disparaissent pratiquement du récit lorsqu’ils sont mariés.

Les trois caractéristiques précédentes montrent que la littérature pastorale est une littérature d’évasion, par laquelle le lecteur ou la lectrice peut rêver à ce qu’aurait pu être sa vie sentimentale dans un monde sans intrigues, sans envies et sans problèmes matériels. 
La littérature pastorale s’inspire de deux sources :
- pour le décor et l’ambiance « bergers et moutons », de la littérature antique sur ce sujet, dont les auteurs les plus marquants sont Théocrite (vers -300 av. J.-C.) et Virgile ;
- pour les relations homme/femme, de la littérature courtoise : dévouement de l’amant à la Dame, fidélité requise, chasteté.

Le genre semble s’étioler au premier tiers du XVIIe siècle, peut-être sous l'effet de nombreuses parodies qui voient alors le jour comme celle de Charles Sorel. S’il n’y a plus de publications majeures après L’Astrée, peut être existe-t-il des œuvres mineures qui l'alimentent ultérieurement. Quoi qu'il en soit cette littérature se voit régulièrement rééditée jusqu’à la Révolution et l’influence du genre persiste, notamment sur la préciosité en France et l’euphuisme en Angleterre. 
Son influence sur la musique perdure pendant le XVIIIe siècle et notamment dans des opéras (tel Il pastor fido de Haendel), des cantates (par exemple Le Berger fidèle de Rameau), des actes de ballet (telle La Guirlande de Rameau).
On évoque aussi l’influence de la littérature pastorale sur le retour à la nature en vogue au XVIIIe siècle. On notera que la reine Marie-Antoinette aimait beaucoup la lecture de L'Astrée et qu’elle se fit construire le hameau du Trianon à Versailles en 1783.
Au XXe siècle, le genre pastoral, décrié au siècle précédent, est peu à peu redécouvert. L'Astrée bénéficie ainsi d'une édition moderne grâce aux soins d'Hugues Vaganay (1925-1928); l’œuvre intégrale est disponible en ligne depuis 2006. En 2007, le cinéaste Éric Rohmer réalise de ce livre - qu'il connaît depuis longtemps - une adaptation filmique, sous le titre Les Amours d'Astrée et de Céladon. Il redonne par là à la culture collective française la mémoire d'un pan de son histoire littéraire.

### Ouvrages
- (en) Evangelos Karakasis, Song Exchange in Roman Pastoral (présentation en ligne)
- Françoise Lavocat, Arcadies malheureuses. Aux origines du roman moderne, Paris, Honoré Champion, coll. « Bibliothèque de littérature générale et comparée » (no 12), décembre 1997, 535 p., in-8 (ISBN 2-85203-664-9)

### Articles
- Jean-Pierre Van Elslande, « Roman pastoral et crise des valeurs dans la France du premier XVIIe siècle », Dix-septième siècle, no 215,‎ février 2002, p. 209-219 (lire en ligne).
- Eglal Henein, « Le voyage dans le roman pastoral », Cahiers de l'AIEF, no 56,‎ 2004, p. 337-357 (lire en ligne).
- Thomas Pavel, « La mesure de la pastorale », Études françaises, vol. 45, no 2,‎ 2009, p. 13-24 (lire en ligne).